# Habenaria pantlingiana
Habenaria pantlingiana är en orkidéart som beskrevs av Friedrich Fritz Wilhelm Ludwig Kraenzlin. Habenaria pantlingiana ingår i släktet Habenaria och familjen orkidéer. Inga underarter finns listade i Catalogue of Life.